# Virus Duvenhage
Virus Duvenhage es un miembro de la familia lyssavirus que está emparentado con el virus de la rabia. Puede causar enfermedad en humanos que consiste en encefalitis y afectación del sistema nervioso central que cursa con síntomas muy parecidos a la infección por el virus de la rabia. Se han descrito varios casos de afectación humana por este virus, todos ellos en África y con consecuencia mortales para el paciente. El contagio se produce por la mordedura de un murciélago infectado.

## Historia

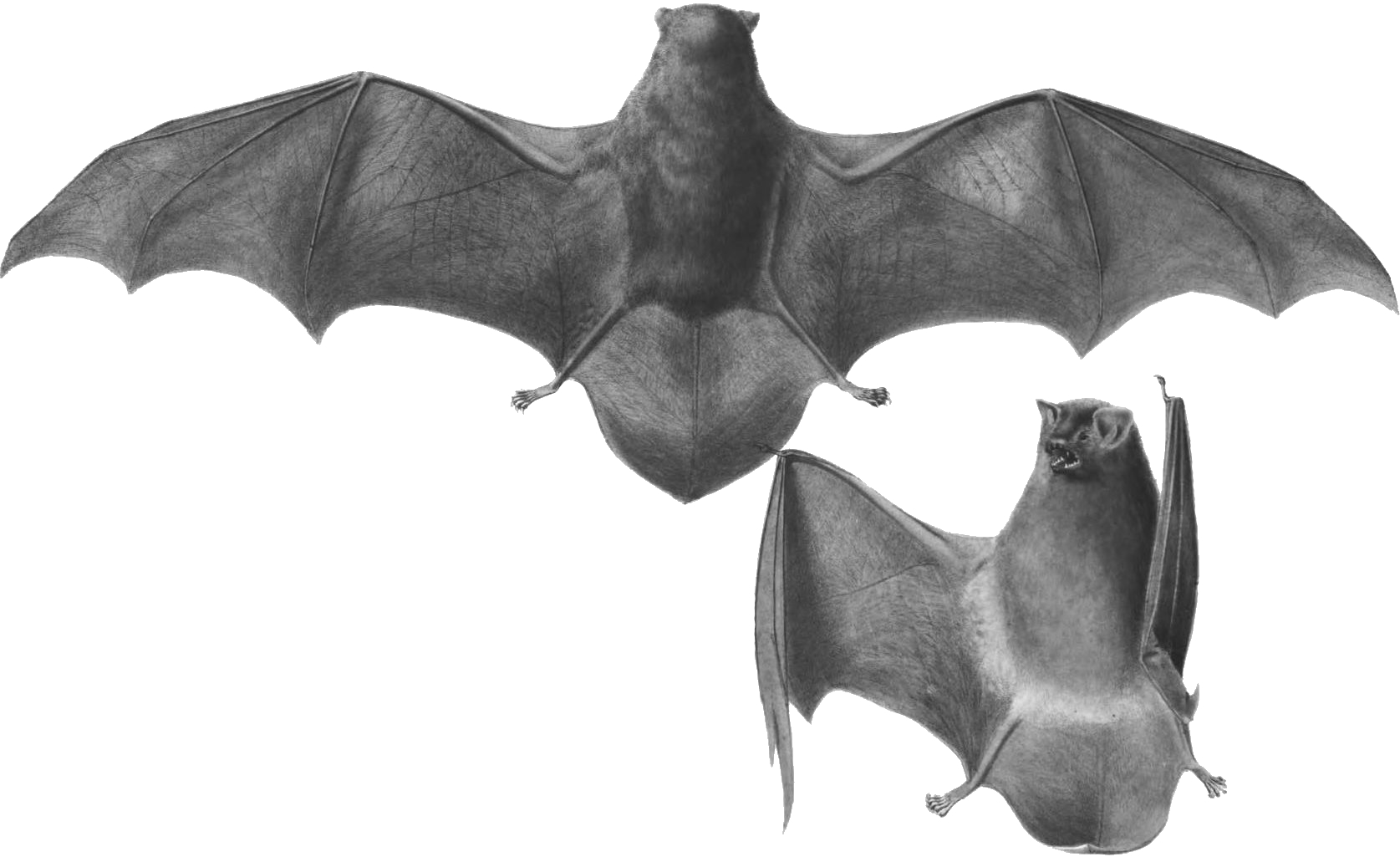
El virus Duvenhage se ha aislado de Miniopterus schreibersi (murciélago de cueva)

La primera descripción del virus tuvo lugar en 1970 en Sudáfrica, tras ser aislado de un paciente varón (Mr. Duvenhage) fallecido tras mordedura de un murciélago. Desde entonces y hasta el año 2013, solamente se habían descrito 3 casos en humanos, 2 de ellos en Sudáfrica y uno en Kenia.

## Reservorio
Se cree que el reservorio natural del virus son los murciélagos. Se ha aislado de  Miniopterus schreibersi (murciélago de cueva) y de  Nycteris thebaica (murciélago egipcio).